# Erik Göthel
Erik Göthel (* 14. Oktober 1973 in Schlema) ist ein ehemaliger deutscher Handballspieler. Nach seiner Karriere wurde Göthel Spielerberater.
Göthel gelangte über die Stationen Zwönitz, Aue und SC DHfK Leipzig im Jahr 1994 zum SC Magdeburg. Mit den Bördeländern gewann der Linkshänder 1996 den DHB-Pokal und den DHB-Supercup, 1999 und 2001 den EHF-Pokal und 2001 die deutsche Meisterschaft.
2001 wechselte er zum Zweitligisten 1. SV Concordia Delitzsch. Mit Delitzsch stieg er 2005 in die Bundesliga auf. Im Sommer 2006 wechselte der Bankkaufmann zum Regionalligisten SG LVB Leipzig. Im November 2006 wechselte er wieder zum SC Magdeburg, bei dem er einen Vertrag bis Sommer 2007 unterschrieb. Mit den Gladiators gewann er 2007 zum dritten Mal den EHF-Pokal. Nachdem er in der Saison 2007/08 nochmals für den Oberligisten SC DHfK Leipzig aufgelaufen war, beendete er seine Karriere.
Sein Länderspieldebüt gab Göthel am 11. März 1998 gegen Kroatien. Bereits vier Tage später bestritt er sein nächstes und letztes Länderspiel gegen Frankreich.
Seit er seine aktive Karriere beendet hat, ist er nun als Spielerberater und Sportlermanager bei dem Unternehmen inteamsports tätig.